# Platygaster insularis
Platygaster insularis är en stekelart som först beskrevs av William Harris Ashmead 1894.  Platygaster insularis ingår i släktet Platygaster och familjen gallmyggesteklar. Inga underarter finns listade i Catalogue of Life.